# Sânpetru Mic, Timiș
Sânpetru Mic (germană Kleinsanktpeter, Totina, maghiară Kisszentpeter) este un sat în comuna Variaș din județul Timiș, Banat, România.

## Localizare
Sânpetru Mic se situează la limita dintre județele Timiș și Arad, la o distanță de circa 35 km de Timișoara. Singurul drum direct care ajunge aici este drumul comunal care leagă Sânpetru Mic de localitatea Gelu, aflată la 3km distanță și de drumul județean DJ692 Periam - Sânandrei. Satul este legat la calea ferată prin stația de la Gelu, aflată la 3km distanță la marginea satului Gelu. De la Sânpetru Mic până la stația de calea ferată există o alee asfaltată.

## Istorie
În jurul anului 1250, sub regele ungar Bela al IV-lea, coloniști slovaci au întemeiat aici o localitate cu numele Toti (în maghiară tóth înseamnă slovac, slav), așezare dispărută ulterior. În 1843, 36 de familii din Sânpetru German, producători de tutun, au reîntemeiat localitatea, de această dată sub numele Sânpetru Mic.

## Imagini

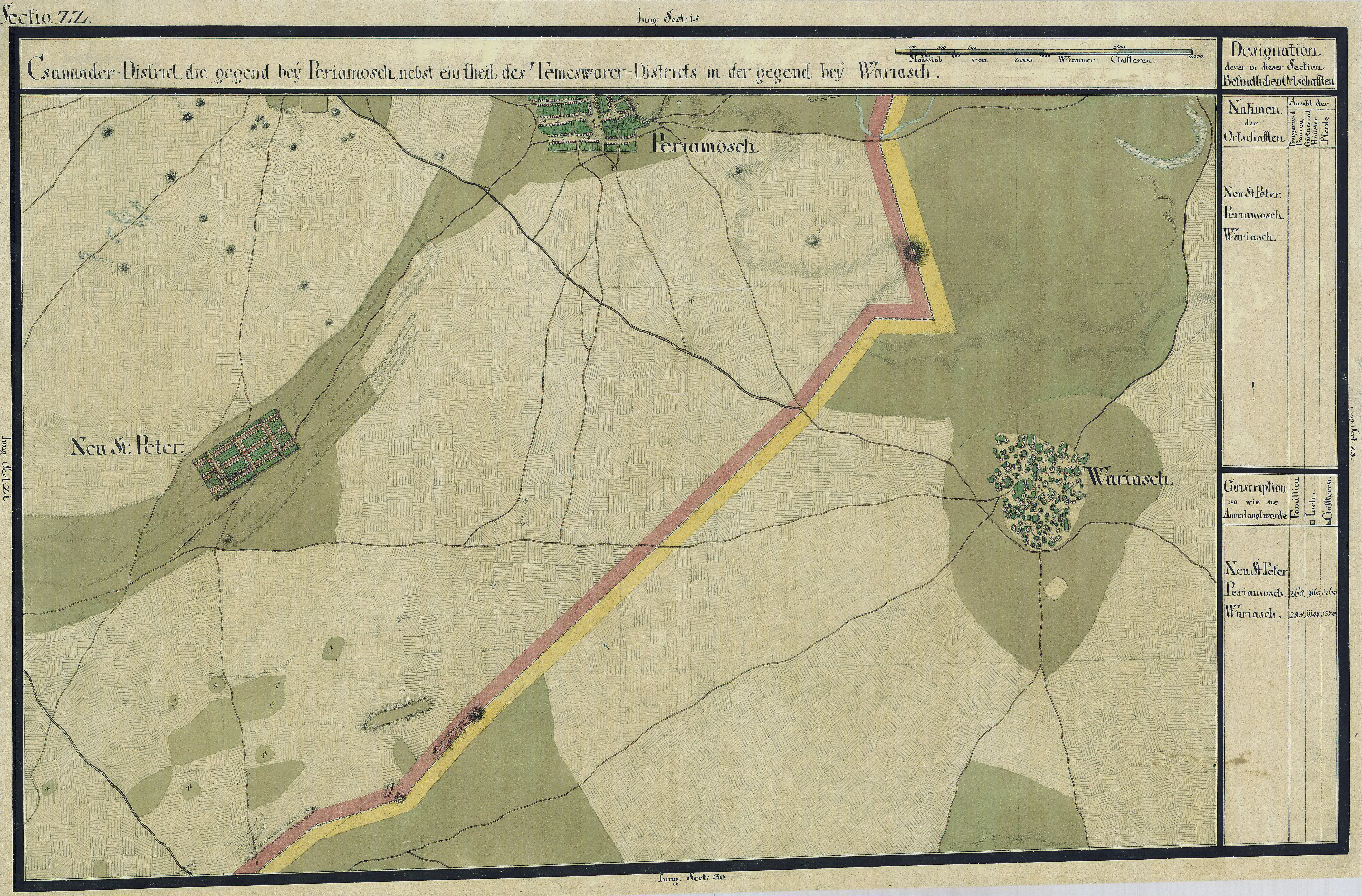
Sânpetru Mic în Harta Iosefină a Banatului, 1769-72
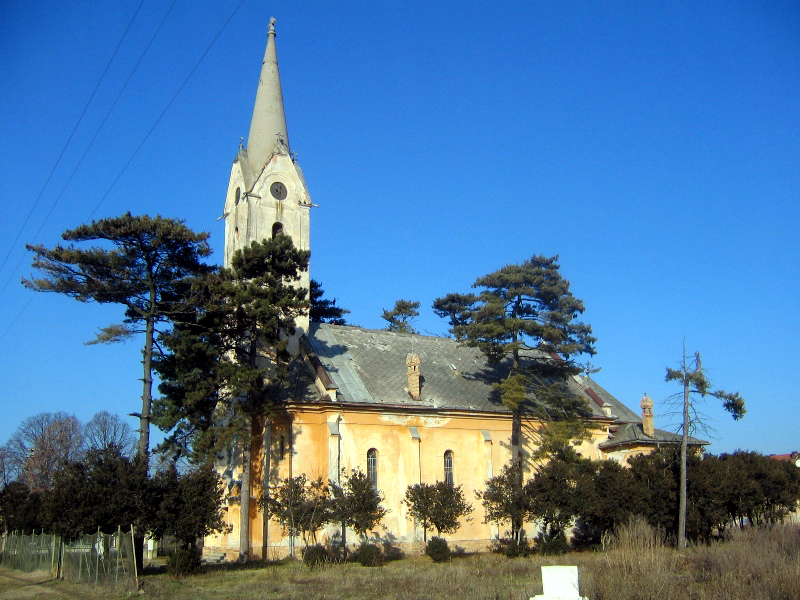
Biserica din Sânpetru Mic
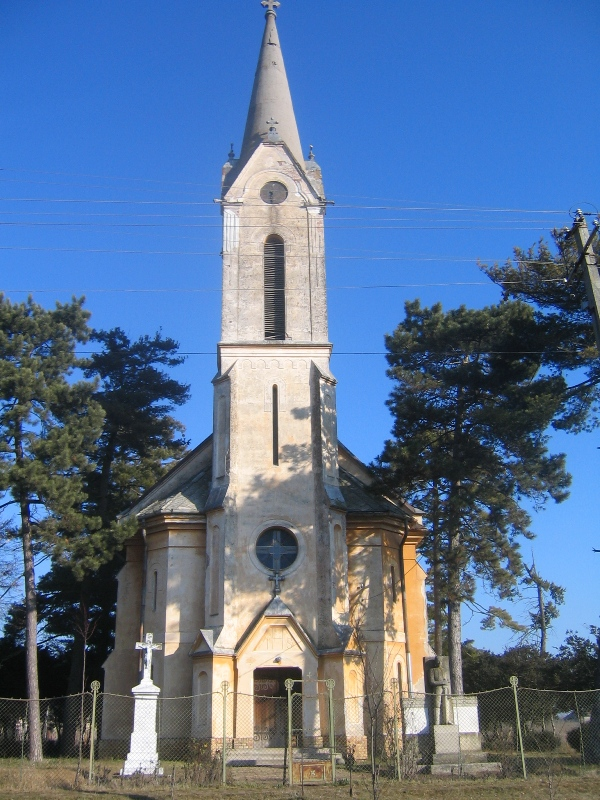
Frontul bisericii
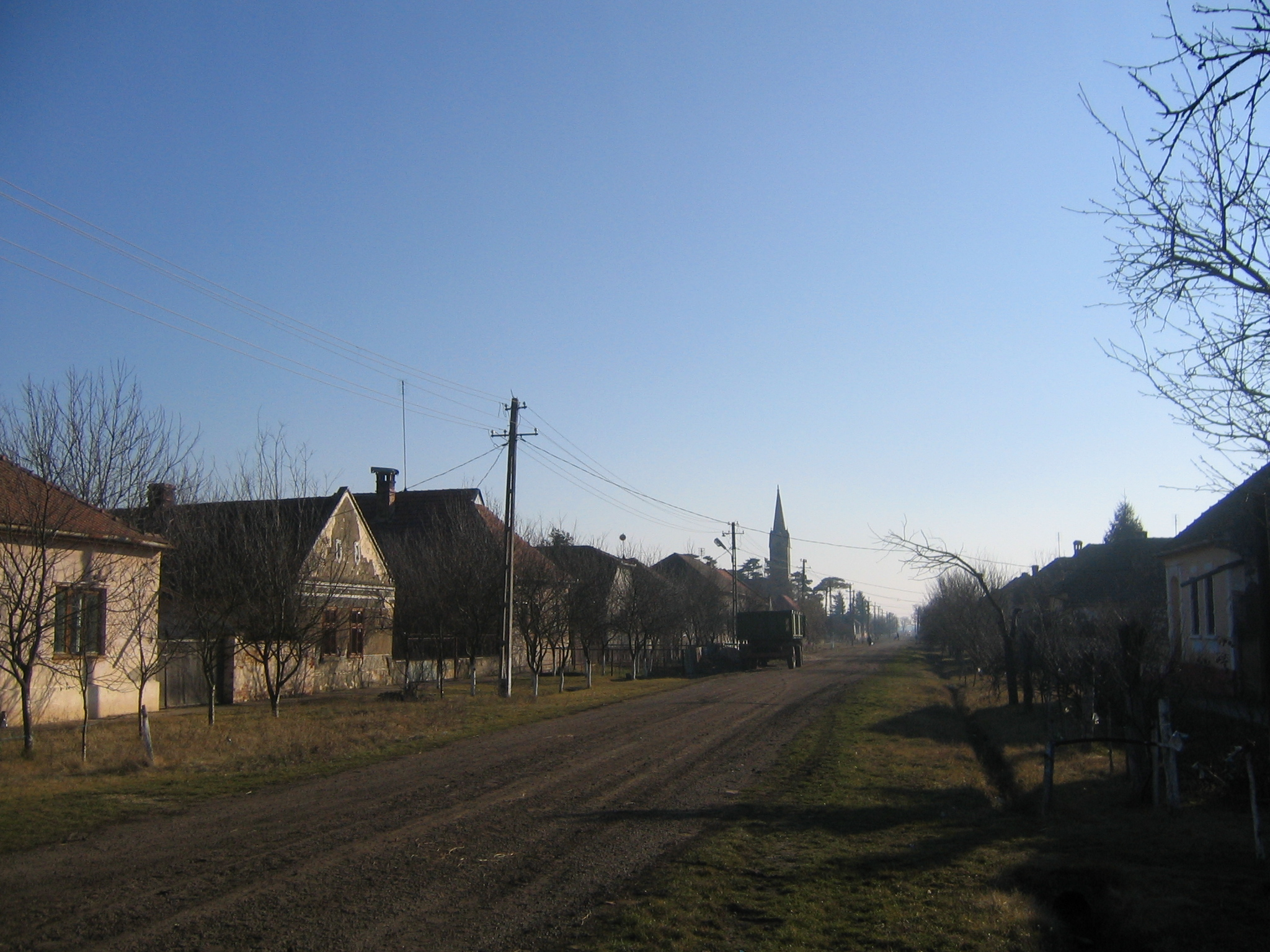
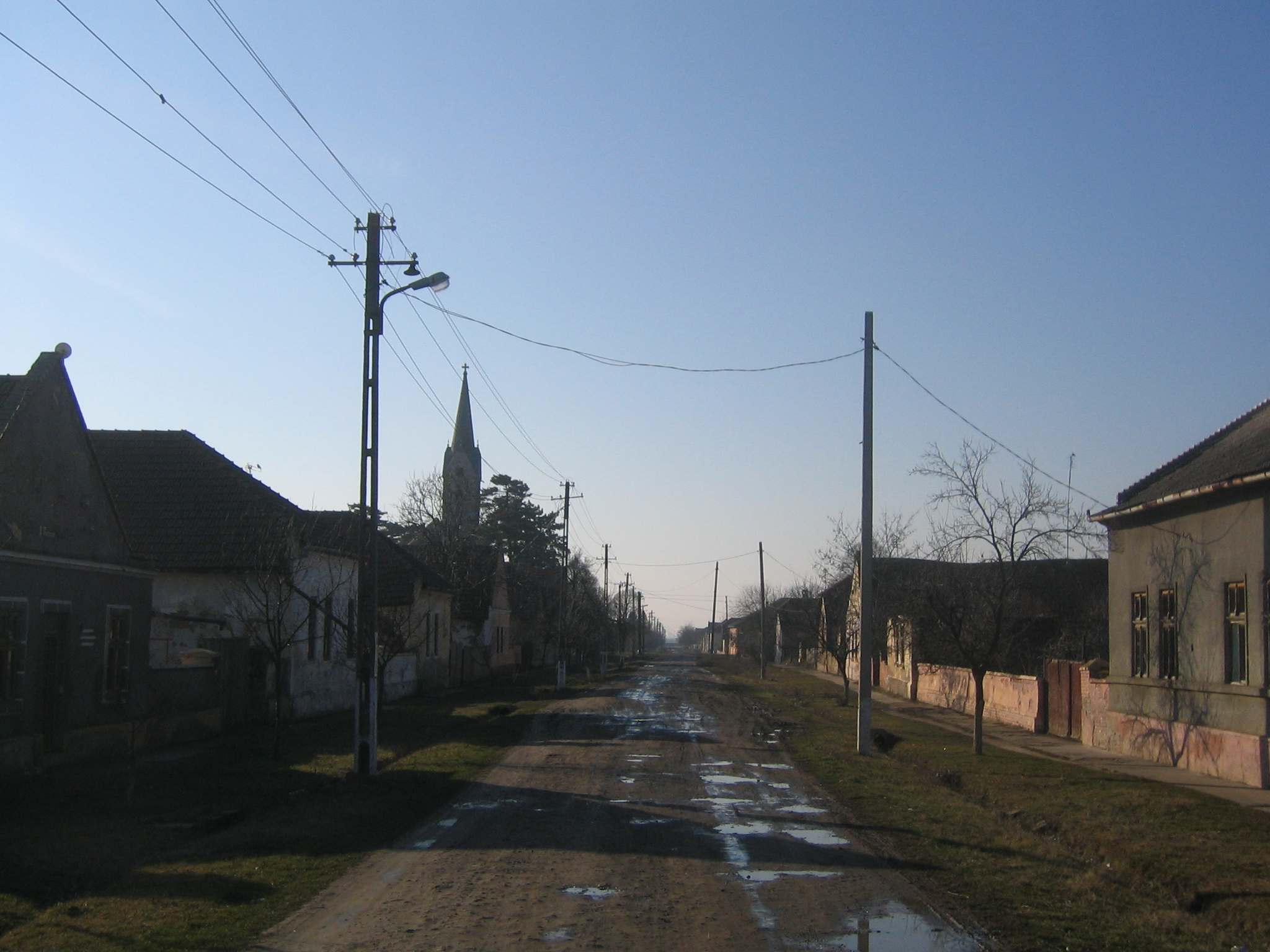